# رابرت دود (بازیکن فوتبال)
رابرت دود (انگلیسی: Robert Dodd؛ زادهٔ) بازیکن فوتبال اهل بریتانیا است.
از باشگاه‌هایی که در آن بازی کرده‌است می‌توان به باشگاه فوتبال برنلی اشاره کرد.